# Prime Cup Aberto de São Paulo 2002
L'Aberto de São Paulo 2002 è stato un torneo di tennis facente parte della categoria ATP Challenger Series nell'ambito dell'ATP Challenger Series 2002. Il montepremi del torneo era di $100.000 ed esso si è svolto nella settimana tra il 31 dicembre e il 6 gennaio 2002 su campi in cemento. Il torneo si è giocato nella città di San Paolo in Brasile.

## Vincitori

### Singolare
Frédéric Niemeyer ha sconfitto in finale  Martín Vassallo Argüello con il punteggio di 7–6(6), 0-1R

### Doppio
Brandon Coupe /  Frédéric Niemeyer hanno sconfitto in finale  Federico Browne /  Luis Horna con il punteggio di 6(5)–7, 7–6(4), 6–4